# Family (Buffy the Vampire Slayer)
Family es el sexto episodio de la quinta temporada de Buffy the Vampire Slayer. 

## Argumento
En su casa, Buffy (Sarah Michelle Gellar) le cuenta a Giles (Anthony Head) todo sobre Dawn. Los dos están de acuerdo en no contárselo a nadie. Giles le sugiere que quizás deberían mandar a Dawn con su padre, pero Buffy le dice que Hank está en España y que le mandaron a Dawn para que ella la protegiera. Giles empieza a buscar información sobre Glory, la mujer de rojo que atacó a los monjes, y que salió de debajo de los escombros realmente enfadada.
Anya (Emma Caufield) ayuda a un cliente en la tienda y le dice entusiasmada a Giles cuánto le gusta trabajar como dependiente. Buffy y Xander (Nicholas Brendon) entran para ayudar a Giles en su búsqueda y, al pedir consejo sobre qué regalar a Tara por su cumpleaños, descubren que no la conocen muy bien. Un hombre joven (Kevin Rankin) entra a la tienda y empieza a hacer preguntas sobre hechizos y brujería. Llegan Willow (Alyson Hannigan) y Tara (Amber Benson): el hombre es su hermano, y también han venido su prima (Amy Adams) y su padre (Steve Rankin). Tara hace las presentaciones pero se ve que no está feliz.
Dawn (Michelle Trachtenberg) quiere ir a visitar a un vecino, pero Buffy no la deja ir. Riley (Marc Blucas) no lo entiende y ella le dice tiene miedo de lo que Glory les puede hacer a cualquiera de ellos. Riley le ofrece su ayuda, pero ella la rechaza, así que él se va.
Toda la pandilla salvo Riley está en la tienda. Tara hace un hechizo que parece afectar a los ojos de los demás. Unos demonios enviados por Glory para matar a Buffy llegan a la tienda, pero la pandilla no les puede ver por el hechizo de Tara, pero resulta difícil defenderse de atacantes invisibles. Spike (James Marsters), que ha ido a mirar informado por Harmony, al final decide ayudar a Buffy. Tara llega justo a tiempo para invertir el hechizo. Derrotan a los demonios y llega la familia de Tara. Ella se disculpa y su padre insiste en llevársela inmediatamente, explicando que todas las mujeres de su familia son en parte demonios, pero que pueden ser controladas si vuelven a casa. Como Tara no se quiere ir, toda la pandilla se enfrenta a su familia. Spike soluciona el problema golpeando a Tara y, activando el chip de su cabeza, descubre el engaño: Tara es humana y se queda con su verdadera familia (la otra usaba esa mentira para controlar a las mujeres). 
A la noche salen a celebrar en el Bronze, donde Willow saca a bailar a Tara. Willow le aclara que ahora que sabe lo dura que fue su niñez, está orgullosa de ella y hace que la ame aún más. Luego de unos momentos se las ve flotando en el aire.

## Reparto

### Personajes principales
- Sarah Michelle Gellar como Buffy Summers.
- Nicholas Brendon como Xander Harris.
- Alyson Hannigan como Willow Rosenberg.
- Marc Blucas como Riley Finn.
- Emma Caulfield como Anya Jenkins.
- Michelle Trachtenberg como Dawn Summers.
- James Marsters como Spike.
- Anthony Stewart Head como Rupert Giles.

### Apariciones especiales
- Amber Benson como Tara Maclay.
- Mercedes McNab como Harmony Kendall.
- Clare Kramer como Glory.
- Charlie Weber como Ben.
- Amy Adams como Prima Beth.
- Steve Rankin como Sr. Maclay

### Personajes secundarios
- Kevin Rankin como Donny.
- Ezra Buzzington como Barman.
- Megan Gray como Sandy.
- Teddy Pendergrass como Demonio.
- Brian Tee como Interno.
- Peggy Goss como Persona desequilibrada.

## Producción